# Stalix immaculata
Stalix immaculata är en fiskart som beskrevs av Xu och Zhan, 1980. Stalix immaculata ingår i släktet Stalix och familjen Opistognathidae. Inga underarter finns listade i Catalogue of Life.